# BTAF1
BTAF1‏ (B-TFIID TATA-box binding protein associated factor 1) هوَ بروتين يُشَفر بواسطة جين BTAF1 في الإنسان.

## الوظيفة
يتطلب بدء النسخ بواسطة RNA polymerase II مساعدة من بروتين ربط صندوق TATA (TBP ؛ MIM 600075) والعوامل المرتبطة بـ TBP ، أو TAFs (على سبيل المثال ، TAF2B ؛ MIM 604912) ، في مجمعين متميزين ، TFIID و B-TFIID. يتكون مجمع TFIID من TBP وأكثر من 8 TAFs. ومع ذلك ، فإن غالبية TBP موجود في مجمع B-TFIID ، والذي يتكون من TBP و TAFII170 ، ويسمى أيضًا TAF172 ، وله نشاط ATPase المعتمد على الحمض النووي. [مقدم من OMIM] 

## التفاعلات
العامل 172 المرتبط بالبروتين المرتبط بـ TATA هو بروتين يتم ترميزه في البشر بواسطة جين BTAF1